# Rio Loge
O Loge é um rio de Angola.
Nasce no município de Quitexe, província de Uíge, recebendo a água de afluentes, como o Vamba e o Lué. Na última centena de quilómetros do seu percurso, o Loge separa as províncias do Bengo, a sul, e do Zaire, a norte.
Deságua no oceano Atlântico, imediatamente a norte da cidade de Ambriz, formando na sua zona da foz o grande complexo estuarino de Loge-Ambriz.